# 9267 Lokrume
A 9267 Lokrume (ideiglenes jelöléssel 1978 RL10) a Naprendszer kisbolygóövében található aszteroida. Claes-Ingvar Lagerkvist fedezte fel 1978. szeptember 2-án.